# Museo minerario e industriale della Baviera Orientale
Il Museo minerario e industriale della Baviera orientale a Theuern (frazione di Kümmersbruck) è un museo di importanza nazionale che studia e documenta l'attività mineraria e industriale dell'intera regione della Baviera orientale. Il geologo Helmut Wolf (1937–2020) è stato suo direttore dal 1981 al 2003.

## Storia

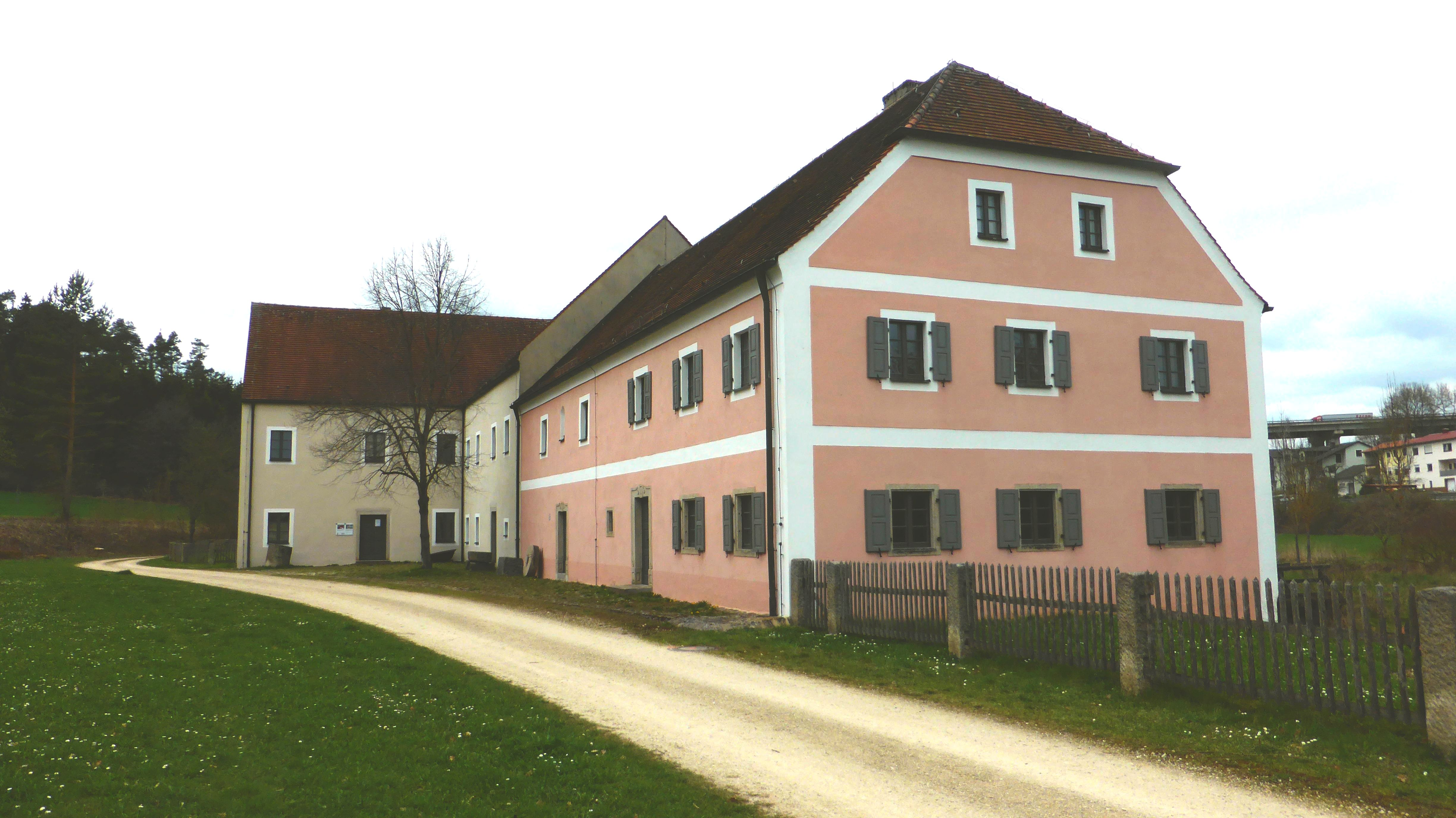
Impianto di lavorazione e lucidatura del vetro.

L'Alto Palatinato è sempre stato un centro di estrazione del minerale di ferro e per lungo tempo sede di acciaierie, come la Maxhütte a Sulzbach-Rosenberg, e di miniere, ad esempio ad Auerbach in der Oberpfalz, fino al XX secolo.
Inoltre, anche l'estrazione del caolino (ad esempio a Hirschau) ha svolto un ruolo importante per l'industria della porcellana. Il museo è stato fondato nel 1972 e inaugurato nel 1978 nell'ex castello di Theuern.

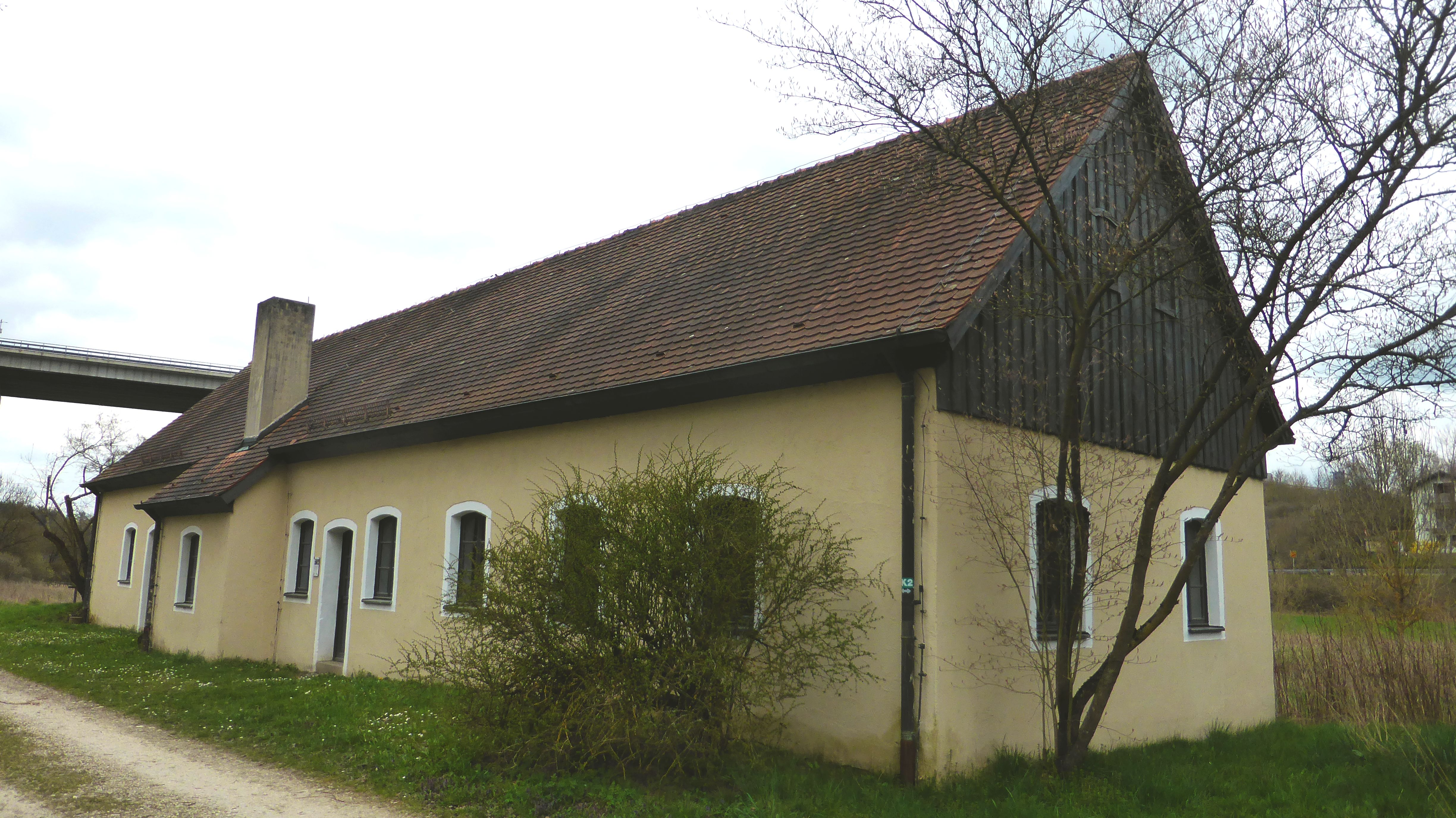
l'impianto di lavorazione del ferro del museo minerario.

Il logo del Museo minerario e industriale è costituito da tre fiamme stilizzate, simbolo delle acciaierie medievali: era il timbro utilizzato per identificare i prodotti della Theuern Hammer.

## Uso culturale
Oltre alle sale espositive, il castello dispone anche di due sale che possono essere affittate per eventi.

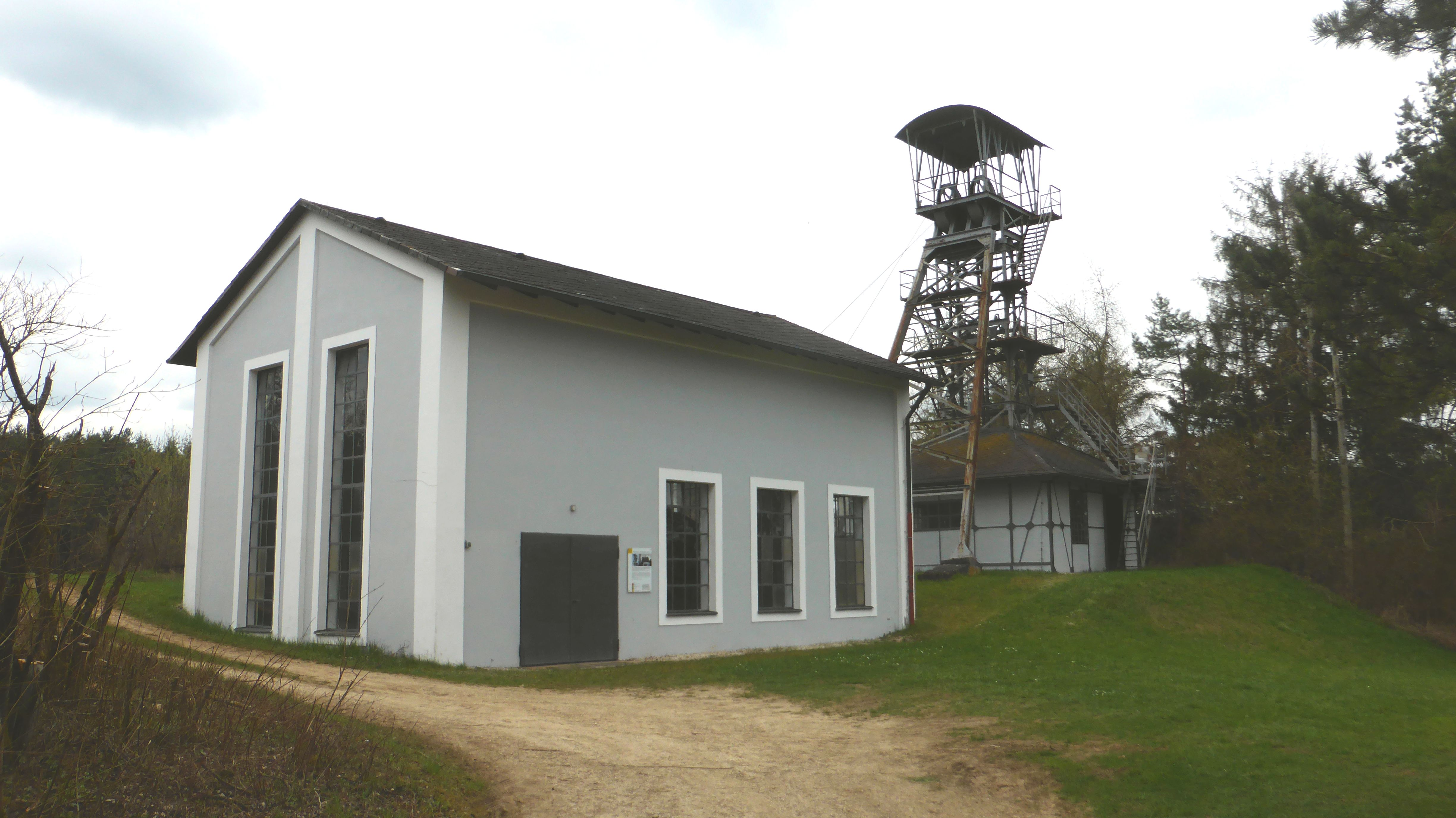
La miniera di Theuern.

Negli ultimi tempi il museo minerario ha offerto non solo mostre e convegni, come le giornate annuali dedicate all'informatica, ma anche numerose letture pubbliche, nonché eventi musicali e di cabaret con note personalità bavaresi e nazionali.

## Strutture esterne
Oltre al castello, l'area del museo comprende altri tre monumenti industriali regionali trasferiti a Theuern. Ciò portò alla costruzione di un impianto di lavorazione per il ferro, di un pozzo minerario e di un mulino per cereali funzionante con annesso impianto di macinazione e lucidatura del vetro, che dal 1996 ospita anche il Museo dell'elettricità della Baviera orientale.